# Tampines

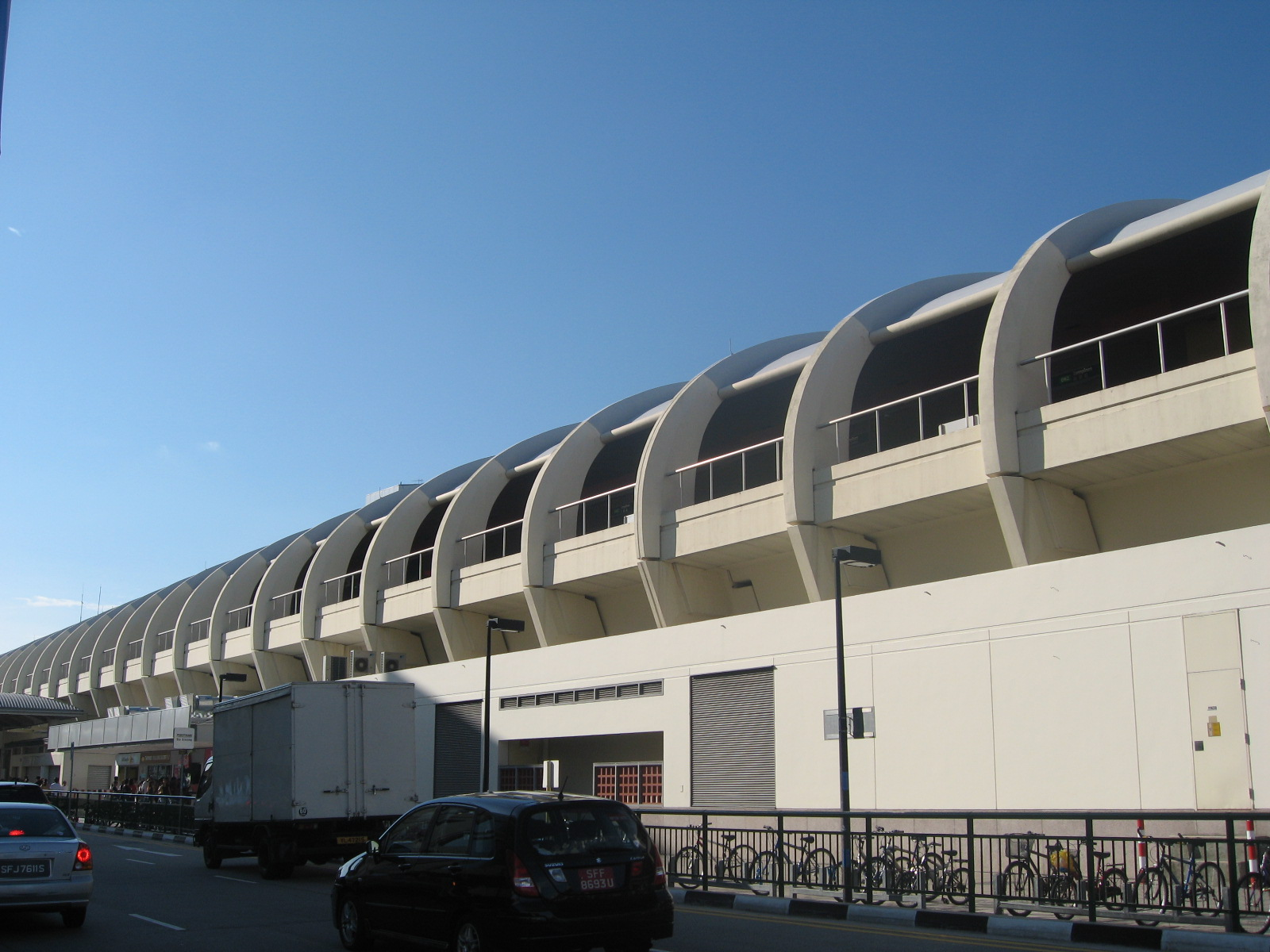
Station Tampines

Tampines (/tæmpəˈniːs/) ist ein Planungsgebiet und eine Wohnstadt in der geografischen Region Tanah Merah an der Nordostküste der Ostregion von Singapur. Das Planungsgebiet grenzt im Westen an Bedok und Paya Lebar, im Norden an Pasir Ris, im Osten an Changi und im Süden an die Straße von Singapur. Tampines New Town liegt im nördlichen Teil des Planungsgebiets von Tampines. Tampines ist die flächenmäßig drittgrößte Neustadt in Singapur mit einer Fläche von über 2089 Hektar und nach Bedok und Jurong West die drittgrößte Neustadt. Es ist das regionale Zentrum für die Region Ost.

## Geschichte
In der Vergangenheit war Tampines von Wäldern, Sumpf und Sandsteinbrüchen bedeckt. Eisenholzbäume oder Tempinis auf Malaiisch wuchsen reichlich. Das Gebiet war bis etwa 1987 Teil eines Truppenübungsplatzes. Der Name Tampines geht auf die Franklin and Jackson-Karte von 1828 zurück. Er ist nach Sungei Tampines benannt, der wiederum seinen Namen von den Tempinis-Bäumen (malaiisch für Streblus elongatus) erhielt, die an ihm wachsen sollen. Die älteste Straße in der Gegend, die Tampines Road, stammt aus dem Jahr 1864, als sie noch ein Karrenweg war. Um die Jahrhundertwende war Tampines eine Kautschukplantage. Tampines war auch lange Zeit die Heimat des Sandsteinbruchs. Unter den Plantagen befanden sich die Güter Teo Tek Ho und Hun Yeang. Die neue Stadt begann 1978. Die Bauarbeiten für die Quartiere 1 und 2 begannen und wurden zwischen 1983 und 1987 fertiggestellt, obwohl ihnen Priorität eingeräumt wurde. Die Nachbarschaften 8 und 9 begannen 1985–1989, gefolgt von Nachbarschaft 5, die 1989 mit dem Tampines Town Centre fertiggestellt wurde. Nachbarschaft 4 wurde zwischen 1986 und 1988 mit der neuen Division Tampines North fertiggestellt. Tampines Town befand sich in der rasanten Expansion, die es in die Divisionen Tampines East, Tampines West, Tampines North und Tampines Changkat unterteilt.
Für die MRT-Pläne von Singapur zeigten sie Tampines North und Tampines South seit der Planungsphase, was auf die ähnlichen Townships von 1979 bis 1982 zurückzuführen ist, bevor sie 1985 jeweils in Tampines und Simei umbenannt wurden. Neue Bauweisen beschleunigten die Entwicklung der städtischen Infrastruktur. In Tampines wurden attraktivere Designs, Farben und Verarbeitungen integriert als frühere Sozialwohnungen, die aus einheitlichen Betonplatten bestanden, die Reihe für Reihe angeordnet waren, wobei mehr auf Funktion als auf Form geachtet wurde. Das Stadtzentrum wurde als Sanduhrform geplant, um eine einzigartige städtebauliche Form zu schaffen. Das Housing and Development Board (HDB) verwaltete den Bau der Stadt bis 1991, als es die Zügel an den Stadtrat von Tampines übergab. Der Stadtrat wird von den Bürgern und den Einwohnern selbst geleitet. Die Building and Social Housing Foundation (BSHF) der Vereinten Nationen verlieh Tampines, das als Vertreter der neuen Städte Singapurs ausgewählt wurde, am 5. Oktober 1992 den World Habitat Award Entwicklung. Die Viertel 3 und 7 wurden erst 1997 vollständig fertiggestellt, und die Wahlkreise wurden um die neue Division Tampines Central reformiert. Der Bau wurde unterbrochen, bis 2010 mit der Entwicklung von Tampines Central begonnen wurde, die aus The Premiere @ Tampines, Tampines GreenLeaf, Centrale 8, Tampines Trilliant und Citylife @ Tampines besteht, einschließlich einiger der anderen übrig gebliebenen Wohnsiedlungen wie Tampines GreenTerrace , Arc @ Tampines, Q Bay Residences und The Santorini.
Nachbarschaft 6, die auch als Tampines North New Town bekannt ist, hat mit dem Bau begonnen, wobei die ersten Wohnungen in Auftragsfertigung Ende November 2014 angekündigt werden. Tampines GreenRidges ist auch Teil der ersten Phase der Der Park West District von Tampines North New Town ist der erste Bezirk, der in der Entwicklung von Tampines North New Town gebaut wird. Tampines Court ist seit Juli 2017 am Stück fertiggestellt und alle Bewohner haben ihre Räumlichkeiten am 12. Dezember 2018 geräumt. Es handelt sich um eine ehemalige HUDC-Wohnung, die 2002 privatisiert wurde. Die neue Eigentumswohnung heißt Treasure at Tampines und gehört der Sim Lian Group.

## Bildung
Die elf Grundschulen, neun Sekundarschulen, drei Hochschulen und zwei internationale Schulen bieten den Einwohnern von Tampines und den Einwohnern der Region eine Ausbildung. Bemerkenswerte Hochschulen sind das ITE College East, das Temasek Polytechnic und die Singapore University of Technology and Design, während die Tampines Primary School und die Tampines Secondary School bemerkenswerte Schulen sind.

## Einkaufszentrum
Der Einzelhandel im Tampines Regional Center findet in drei großen Einkaufszentren statt: Tampines Mall, Century Square und Tampines 1. Zu den gewerblichen Mietern der Einkaufszentren gehören Restaurants, Supermärkte, Kaufhäuser, Kinos, Buchhandlungen, Schmuck und Souvenirläden. Als die Tampines Mall Ende 1995 fertiggestellt wurde, wurde sie von DBS Land (dem Vorgänger von Capitaland) und der NTUC Fairprice Co-Operative entwickelt. Es wurde vom damaligen Kommunikationsminister Mah Bow Tan im Februar 1996 offiziell eröffnet. Wie die damals fertiggestellten Vorstadteinkaufszentren hatte es verschiedene Ankermieter, wie ein Isetan-Kaufhaus, ein Golden Village Cineplex, einen Kopitam Food Court, ein NTUC Fairprice Supermarkt, ein beliebter Buchladen, Toys 'R' Us und mehr als 100 Fachgeschäfte. Es war damals eines der größten Vorstadt-Malls in Singapur. Beliebte Mieter sind Uniqlo, Rubi Shoes, DMK, PrettyFIT, SHINE, Charles & Keith, Pazzion, Popular Bookstores, Ichiban Boshi, Adidas, Daiso, Decathlon und Kopitiam.
Außerhalb von Tampines Town befinden sich auch die Eastpoint Mall, die Singapore Expo und der Changi City Point in der Nähe.
Am 30. November 2006 eröffnete IKEA im Tampines Retail Park, angrenzend an Courts und Giant, seine zweite Filiale in Singapur. Zusammen sind diese drei die ersten mit Einzelhandelsgeschäften in Singapur.
Am 9. April 2009 eröffnete Uniqlo sein erstes Outlet in Singapur in Tampines 1, später im Februar 2021 war es in das größere Outlet in der Tampines Mall umgezogen und ersetzte den H&M Store, der im August 2020 geschlossen wurde.
Ebenso ist Our Tampines Hub eine neue Entwicklung in Tampines. Die Bauarbeiten begannen im Juni 2013 und wurden am 9. November 2016 eröffnet. Es befindet sich auf dem Gelände des ehemaligen Tampines-Stadions entlang der Avenue 4 und 5 zusammen mit dem Schwimmbad.

## Verkehr
Ein Netz von Schnellstraßen, nämlich der Pan Island Expressway, der East Coast Parkway und der Tampines Expressway, sowie Ausfallstraßen ermöglichen eine einfache Fortbewegung innerhalb der Stadt und verbinden sie mit anderen Teilen der Insel. Die Tampines Avenue 10, eine Ausfallstraße, bildet den Anfang und das Ende des Outer Ring Road Systems, einer Halbschnellstraße.
Es gibt mehrere MRT-Stationen in Tampines, darunter Tampines, Simei, Upper Changi, Tampines East, Expo und Tampines West. Die Station wurde im Top-Down-Verfahren errichtet. Damit sollte der Übergang zu den bestehenden Viadukten für die EWL minimiert werden. Da der Platz begrenzt ist, wurden spezielle Maschinen mit geringer Bauhöhe verwendet, um einige der Arbeiten zu erleichtern. Um den Betrieb des Busknotenpunktes und der Shops nicht zu stören, wurde auf eine kostenpflichtige Verbindung zwischen den DTL- und EWL-Bahnhöfen verzichtet.
Es gibt zwei Busknotenpunkte, den Tampines Bus Interchange und den Tampines Concourse Bus Interchange. Tampines Bus Interchange ist seit 1983 als Busbahnhof in Betrieb und zog 1987 nach Tampines Central 1 um. Der Tampines Concourse Bus Interchange wurde am 18. Dezember 2016 eröffnet, um die Kapazität des bestehenden Tampines Bus Interchange, eines dritten Busses, zu erhöhen Der Knotenpunkt Tampines North Bus Interchange befindet sich derzeit in Planung und wird Teil des Tampines North Integrated Transport Hub (ITH).

## Politik
Ursprünglich war Tampines unter dem Tampines SMC, als es bis 1988 noch in der Entwicklung war, wo seine Population angebaut und zu Tampines GRC verarbeitet wurde. Die National Solidarity Party (und später die Singapore Democratic Alliance bei den Wahlen 2001 und 2006) hatte immer in der Stadt an allen Parlamentswahlen teilgenommen, außer 1997, als die Partei disqualifiziert wurde. Dennoch gewann die regierende People’s Action Party bei jeder Wahl, an der sie teilnahm.
Seit 2020 ist Tampines in drei Gruppenvertretungsbezirke unterteilt, nämlich die namensgebenden Tampines (zentrales und regionales Zentrum), Aljunied (Bedok Reservoir und Temasek Polytechnic) und East Coast (die Unterregion von Simei). Tampines wurde von der PAP angeführt, zu den Abgeordneten gehören der Minister für Umwelt und Wasserressourcen und muslimische Angelegenheiten Masagos Zulkifli, zusammen mit Desmond Choo, Cheng Li-Hui, Baey Yam Keng und Koh Poh Koon, mit Ausnahme von Aljunied, der von der Arbeiterpartei Singapurs geführt wird.
Von 2011 bis 2020 leitete der stellvertretende Premierminister und Finanzminister Heng Swee Keat das Gebiet, bevor er an die Ostküste GRC wechselte. In ähnlicher Weise umgibt Pasir Ris-Punggol GRC von 2001 bis 2020 auch das Gebiet des IKEA- und Giant-Hypermarkts, bevor die restlichen Teile von Tampines an Tampines GRC übertragen wurden.